# Laena kubani
Laena kubani – gatunek chrząszcza z rodziny czarnuchowatych i podrodziny omiękowatych.
Gatunek ten został opisany w 2001 roku przez Wolfganga Schawallera. Miejsce typowe znajduje się w Haba Shan. Epitet gatunkowy nadano na cześć Víta Kubána.
Chrząszcz o ciele długości od 7 do 9 mm. Przedplecze o brzegach bocznych i tylnym nieobrzeżonych, kątach tylnych zaokrąglonych; jego powierzchnia z trzema wgłębieniami i pokryta grubymi, gęstymi, opatrzonymi długimi szczecinkami punktami oddalonymi od siebie o 0,5–1 średnicę. Na pokrywach ułożone w rzędy punkty leżą w niewyraźnych rowkach i są zbliżone wielkością do tych na przedpleczu i opatrzone wyraźnymi szczecinkami. Punkty na międzyrzędach gęste i opatrzone krótkimi szczecinkami. Siódmy międzyrząd prawie kilowato wyniesiony. Odnóża obu płci o udach bezzębych, ale z wyraźnym kantem w części dystalnej.
Owad endemiczny dla Chin, znany tylko z Junnanu.